# OM Autocarretta
Per velocizzare e migliorare i collegamenti tra le truppe in alta montagna e le caserme poste in fondo valle, agli inizi degli anni trenta del XX secolo si progettarono e si misero in opera alcuni mezzi leggeri, quali il Lancia 3Ro 4x2 da 6,5 tonnellate, usato anche come cannone contraerei semovente, il Fiat-SPA 38R 4x2 e il Fiat Dovunque 33; il mezzo più versatile ed utilizzato fu la OM Autocarretta.

## Storia

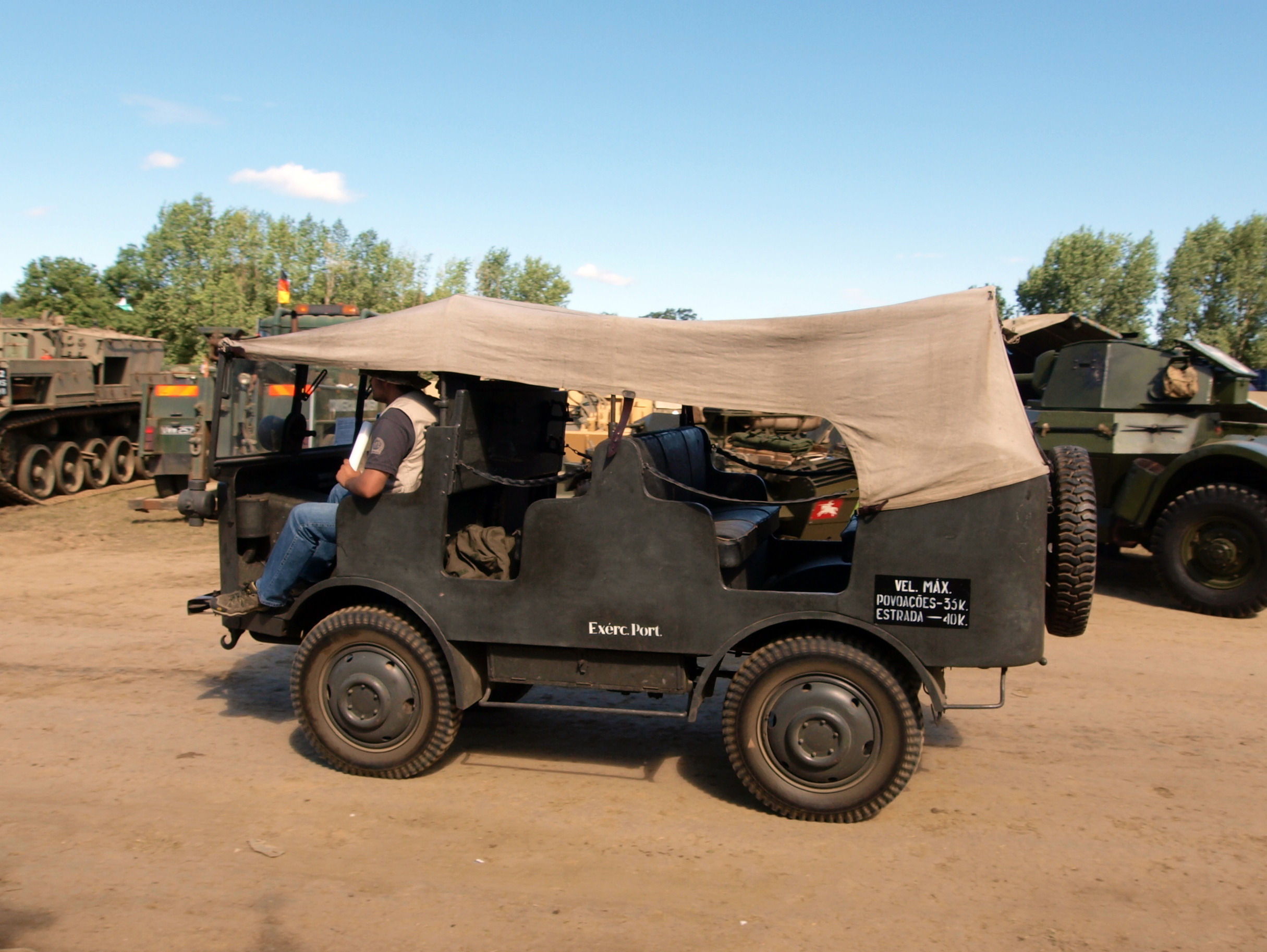
Una autocarretta OM completamente restaurata.

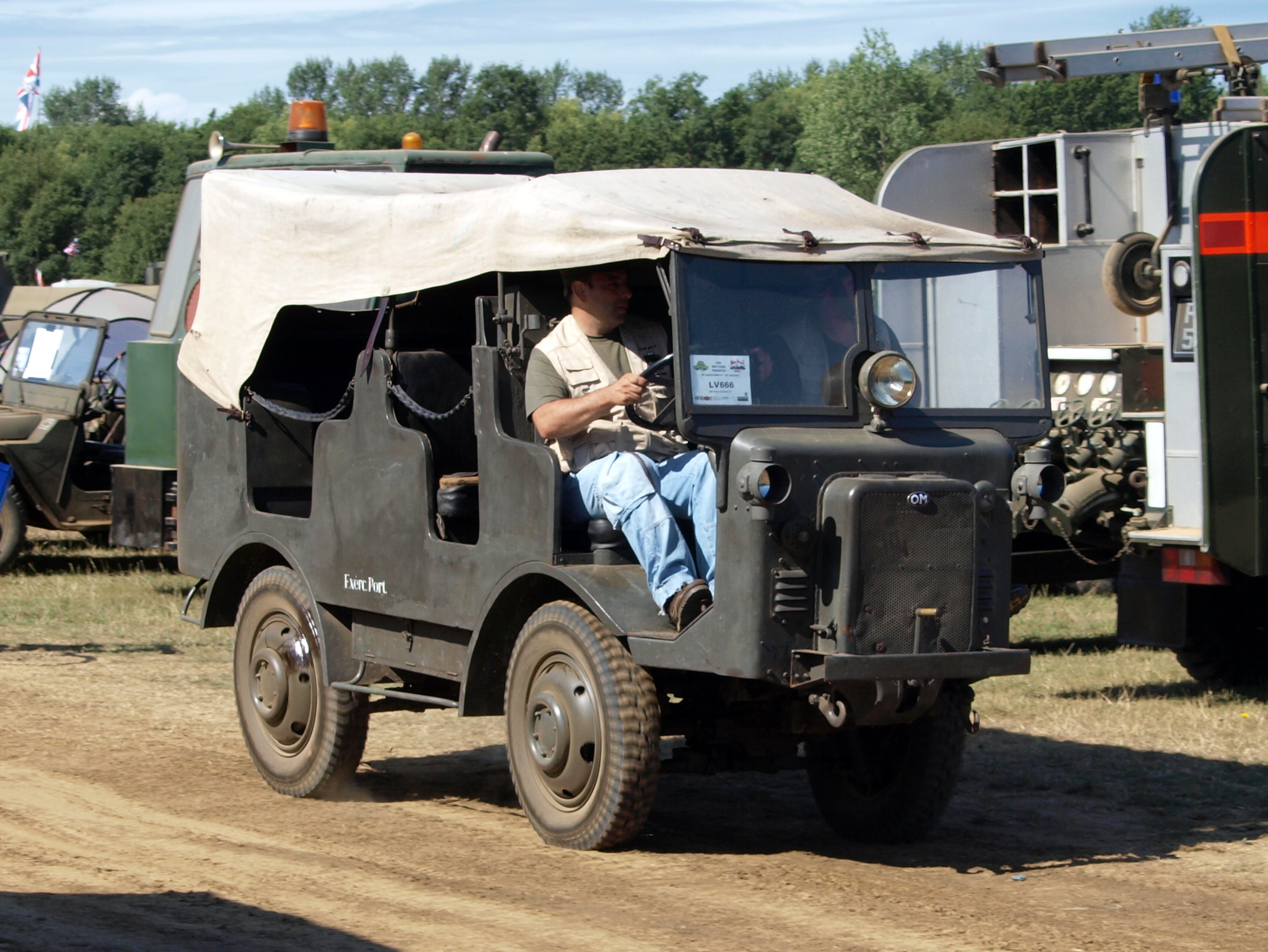
Altra vista della autocarretta OM completamente restaurata.

Nel 1927 l'appena costituito Ispettorato tecnico automobilistico del Regio Esercito, al fine di migliorare, e rendere più veloci, i collegamenti tra le truppe operanti in montagna e le caserme poste in fondo valle, emanò un bando di concorso "servizio in montagna" per la progettazione e la realizzazione di un piccolo autocarro capace di operare sulle mulattiere carrarecce militari in montagna. Vennero invitare a presentare i loro progetti quattro ditte, Ansaldo, Ceirano, Fiat, e Lancia. Le ultime tre erano già ditte che avevano fornito numerosi, ottimi, mezzi al Regio Esercito, come il Lancia 3Ro 4x2 da 6,5 tonnellate, il Fiat-SPA 38R 4x2, il Fiat Dovunque 33 e il Ceirano 50. La ditta Ansaldo di Genova era passata, in quello stesso anno, sotto il controllo della Macchi di Varese, che aveva acquisito il controllo della maggioranza delle azioni. Presidente della ditta era appena stato nominato il sindaco di Milano, Ernesto Belloni.
La S.A. automobili Ansaldo di Torino incaricò l'ingegnere Giulio Cesare Cappa, che aveva lasciato la Fiat per aprire un proprio ufficio tecnico, di progettare il nuovo automezzo.
In risposta la bando "servizio in montagna" la Fiat presentò il modello 1014, la Ceirano il modello 1015, mentre la Lancia rinunciò a presentare alcunché nei primi sei mesi del 1931. Inaspettatamente nel 1930, e fuori dal concorso ufficiale, la Moto Guzzi presentò una elaborazione della motoblindomitragliatrice a tre ruote, dapprima trasformata in trattore leggero per il traino in montagna di un pezzo d'artiglieria da 65/17 Mod. 1908/1913, e poi in autocarro cingolato o ruotato con due treni di rotolamento svincolati dal telaio.
Il prototipo dell'autocarro da montagna Ansaldo fu provato nella valli del pinerolese nel dicembre 1929, e il giorno 13 del mese partendo da San Germano raggiunse Ruata di Pramollo avanzando su una strettissima mulattiera. A causa delle difficoltà finanziarie in cui versava la Ansaldo, il progetto fu ceduto per la commercializzazione alla ditta O.M. di Brescia, che aumentò la cilindrata del propulsore da 1.350 cm³ a 1.615 cm³. Così modificato fu presentato in tre esemplari alla prove di omologazione che si svolsero nella seconda metà del 1931, ma già nel primo semestre era stato emesso un ordine di produzione per un primo lotto. L'omologazione avvenne nella prima metà del 1932, e il messo fu designato ufficialmente autocarretta 32, mentre tutti i modelli concorrenti furono abbandonati. Nel 1933 la OM entrò a far parte del gruppo Fiat, e vennero sperimentata una carrozzeria speciale per il trasporto di persone, e una versione autobotte per il trasposto di acqua.
Nel prime sei mesi del 1934 fu avviato un progetto di modernizzazione dell'autoveicolo, installando una dinamo Bosch in grado di alimentare il faro centrale e i due laterali, che prima funzionavano ad acetilene, fu aumentata la carreggiata a 1,10 m per cercare di migliorare la condotta di guida, che risultava difficile, e vennero introdotte migliorie anche alle sospensioni e alla tiranteria dello sterzo. Queste modifiche diedero vita alla versione autocarretta 35, e furono poi adottate retroattivamente sulle modello 32. Rimase a livello sperimentale l'uso di un pre-selettore Wilson, mentre nel corso di una seconda commessa del modello 32 furono realizzati 20 esemplari di una versione trasporto persone denominata "vettura da ricognizione in montagna".
Con l'adozione dell'ordinamento Baistrocchi il Regio Esercito costituì le prime due divisioni motorizzate, la "Trento" e la "Po". L'adozione sul modello 35 di ruote pneumatiche e di un moltiplicatore diede vita alla versione denominata autocarretta 36mt, da cui vennero derivate le 36 P o DM con carrozzeria torpedo per il trasporto di una squadra di fucilieri con due armi di reparto Breda Mod. 30 montate su di essa su supporti a candeliere Chiappi-Soriani. A livello sperimentale rimasero l'installazione in affusti singoli o binati di mitragliatrici Fiat Mod. 35 cal.6,5 mm per il tiro contro aerei in volo a bassa quota. Nel 1937 il modello 36mt fu rivisto abbandonando le ruote pneumatiche, mantenendo però gli ammortizzatori idraulici. Questa variante fu denominata autocarretta 37.

## Tecnica
Per quanto riguarda la parte meccanica, si va dai 20 CV del mod. 32 ai 23 CV dei modelli successivi, ed una velocità massima di 20 km/h per il primo modello e di 40 km/h nei successivi. L'autocarretta OM era dotata di sospensioni a doppia balestra trasversale e 4 ruote motrici sterzanti con semipneumatici (con eventuali cingoli) nei primi modelli o pneumatici nelle ultime versioni. Questo mezzo, assai versatile e con buone doti meccaniche, permetteva di superare i tratti più erti delle strade militari d'alta montagna (ne è un valido esempio la strada militare di Val Morino, che da Fenils conduce alla Batteria dello Chaberton in un tragitto di circa 14 km e 72 tornanti), anche se la scarsa stabilità ne rese difficoltoso l'utilizzo nei percorsi trasversali.

## Impiego operativo
Il primo impiego bellico avvenne durante il corso della guerra d'Etiopia, e nel maggio 1936 risultavano inviate in Eritrea 1.337 autocarrette modello 32 e 35, e altre 78 in Somalia. Assegnati a quattro autogruppi, durante l'uso in Africa Orientale Italiana emersero alcuni problemi e furono consigliata l'introduzione di modifiche come un aumento della cilindrata del motore, diminuzione del numero dei giri dello stesso, applicazione di un filtro di depurazione dell'aria, miglioramento del sistema di sospensioni e trasmissione, la possibilità di sostituire le ruote normali con quelle pneumatiche durante le lunghe percorrenze o nell'utilizzo su fondi ghiaiosi e sulla sabbia. Durante la guerra civile spagnola, il Corpo Truppe Volontarie ne impiegò 328 esemplari distribuiti in Autosezioni di 24 mezzi cadauna, utilizzate anche per il traino meccanico dei cannoni 65/17 Mod. 1908/1913.
Nel settembre 1937 si era rilevato che, a fronte di un fabbisogno di 2.411 esemplari, ne fossero in fase di allestimento solo 700 esemplari, mentre nell'ottobre 1939 si rilevava l'esistenza di un totale di 2.751 esemplari dei vari modelli. Questo fatto portò ad una indagine dell'Ispettorato generale della Finanza presso il Ministero della guerra, che portò alla scoperta che, con i fondi assegnati dal giugno 1935 al 15 ottobre 1939 erano stati acquistati dal Servizio motorizzazione un totale di 2.000 autocarrette al costo complessivo di 66.000.000 di lire dell'epoca. Ogni esemplare era costato la rilevante cifra di 33.000 lire.
Il Regio Esercito entrò nella seconda guerra mondiale con 2.751 autocarrette (senza contare quelle in Africa Orientale Italiana) ed altri commissionati. Malgrado le difficoltà riscontrate con le autocarrette modello 36 DM e P, queste furono utilizzate ampiamente durante tutto il conflitto, specialmente sul fronte russo e nei Balcani. Sul teatro operativo balcanico venne utilizzata anche sulle linee a scartamento ridotto, dotato di blindature di fortuna costituite da piccoli scudi di trincea risalenti alla prima guerra mondiale, e con la sostituzione delle ruote pneumatiche con ruote ferroviarie. La produzione fu interrotta a favore dei più moderni autocarri leggeri SPA CL39 e Fiat-SPA 38R, mentre il sostituto designato, il trattorino Pavesi R.8, pur sottoposto a prove tecniche fin dal 1936, non entrò mai in produzione.

## Versioni

### OM 32

Una OM 32 guada un torrente etiope spinta dagli Àscari.

È stata la prima versione del mezzo. I primi due lotti furono lungamente testati dal Regio Esercito e suggerirono quindi le modifiche che porteranno al modello successivo.

### OM 35

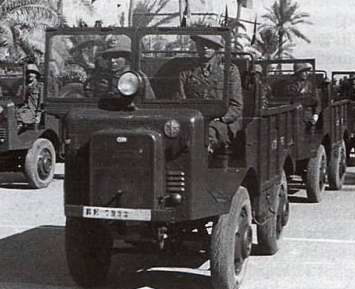
Una OM 35 in servizio coloniale.

Presentata a Milano nel 1935, aveva la carreggiata allargata di 100 mm per aumentare la stabilità trasversale non esaltante del primo modello; inoltre risulta migliorata la tenuta di strada e il sistema di illuminazione. Alla prova dei fatti, il mezzo si dimostrò eccellente per manovrabilità, mobilità sui terreni difficili e facilità di gestione, mentre una pecca era rappresentata dalla bassa velocità.

### OM 36 DM
L'Autocarretta 36 DM (Divisione Motorizzata) è un adattamento della 35 alle esigenze delle Grandi Unità motorizzate, cui era stata decisa l'assegnazione di 2000 esemplari. Le modifiche consistevano nell'aumento degli uomini trasportabili, la sostituzione delle gomme piene con gli pneumatici "Artiglio", una maggiore velocità massima e la predisposizione per l'installazione dei due Breda Mod. 30 da 6,5 mm. Dopo sperimentazione da parte delle truppe in patria ed in Libia, fu criticato per la cattiva manovrabilità, la fragilità del parabrezza e soprattutto l'eccessiva altezza che ne facilitava l'individuazione.
Fu prodotta in due versioni:
- OM 36 Mt (Materiali) era la versione per trasporto materiali con cassone in legno da 800 kg di portata.
- OM 36 P (Personale): è la versione per trasporto personale. La capacità era aumentata dai 6 posti della OM 35 ai 10 più conduttore di questo modello. Conduttore e capomezzo erano disposti sui due sedili anteriori; i restanti 9 uomini erano disposti su tre file da 3 sedili, installate o tutte in direzione della marcia o con la seconda fila girata contromarcia.

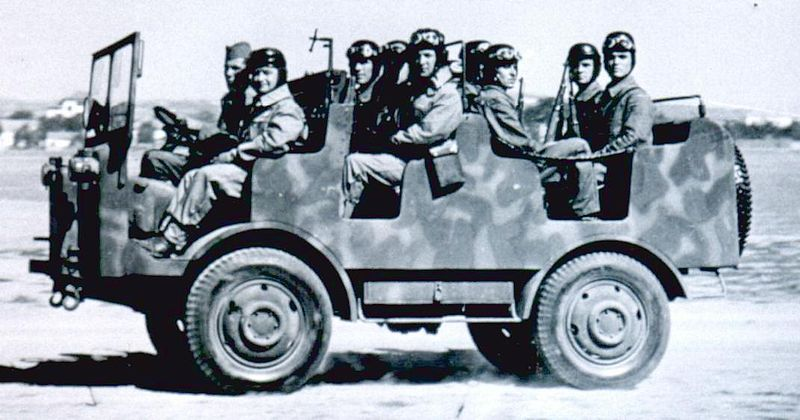
Una OM 36 DM P per trasporto personale con una fila di sedili contromarcia.

### OM 37
Il modello definitivo fu presentato nel 1938; era ottimizzato per il trasporto materiali in ambiente europeo (e non coloniale); le differenze rispetto al modello precedente riguardano il ritorno allo pneumatico pieno, l'assenza del parabrezza anteriore, una maggiore capacità del serbatoio carburante da 39 a 41 litri ed un aumento del carico utile a 900 kg. Alcuni esemplari equipaggiarono anche i Vigili del fuoco.

### Autocarretta ferroviaria blindata Mod. 42

Sopra: Autocarretta ferroviaria blindata Mod. 42 sollevata sul martinetto per l'inversione di marcia. Sotto: all'interno, sulla sinistra la postazione del mitragliere con la rastrelliera per 20 caricatori della Breda Mod. 38; sulla destra i serbatoi dell'olio e del carburante dietro al posto del conduttore.

Nel 1942 venne realizzato il prototipo di Autocarretta ferroviaria blindata su richiesta del Comando Superiore FF.AA. di Slovenia e Dalmazia, che aveva la necessità di sostituire le autoblindo AB40 sulle linee ferroviarie a scartamento ridotto dell'Erzegovina. Testata in Val Gardena dal Genio ferrovieri, il mezzo venne adottato il 18 dicembre 1942 come Autocarretta ferroviaria blindata Mod. 42. Essa derivava dall'autotelaio della OM 36, dotato di una casamatta blindata con mitragliatrice Breda Mod. 38 su supporto sferico. L'equipaggio era di due persone, conduttore e mitragliere, con la possibilità di trasportare altri uomini o materiali nel vano di trasporto munito di feritoie di tiro. Raggiungeva la velocità di 15 km/h e, non essendo dotata di doppia guida, per invertire la marcia l'autocarretta veniva sollevata dal binario con un martinetto idraulico e girata manualmente. Prodotta in 20 esemplari riuniti in un Reparto autonomo su due plotoni, alcuni esemplari furono impiegati, dopo l'Armistizio di Cassibile, dalla Wehrmacht.
| Modello  | Lunghezza | Passo   | Larghezza | Carreggiata | Altezza | Altezza da terra | Peso a vuoto | Carico utile | Potenza | Velocità massima |
| -------- | --------- | ------- | --------- | ----------- | ------- | ---------------- | ------------ | ------------ | ------- | ---------------- |
| OM 32    | 3770 mm   | 2000 mm | 1300 mm   | 1000 mm     | 2200 mm | 450 mm           | 1580 kg      | 800 kg       | 20 hp   | 25 km/h          |
| OM 35    | 3770 mm   | 2000 mm | 1300 mm   | 1100 mm     | 2200 mm | 450 mm           | 1580 kg      | 800 kg       | 23 hp   | 22,7 km/h        |
| OM 36 Mt | 3910 mm   | 2000 mm | 1420 mm   | 1070 mm     | 2100 mm | 450 mm           | 1660 kg      | 800 kg       | 23 hp   | 34 km/h          |
| OM 36 P  | 4170 mm   | 2000 mm | 1420 mm   | 1070 mm     | 2100 mm | 450 mm           | 1650 kg      |              | 23 hp   | 34 km/h          |
| OM 37    | 3780 mm   | 2000 mm | 1400 mm   | 1070 mm     | 2200 mm | 450 mm           | 1600 kg      | 900 kg       | 23 hp   | 36 km/h          |

### Annotazioni
1. ↑  Da essa deriva il nome adottato di Autocarretta Ansaldo.
2. ↑  Si trattava dell'unità tattica di base composta da un comandante di squadra, due capi armi e sei fucilieri.

### Fonti
1. 1 2 3 4  Benvenuti, Curami 1994, p. 45.
2. ↑  Pugnani 1951, pp. 286-288.
3. ↑  Costantino 1983, p. 74.
4. ↑  Benvenuti, Curami 1994, p. 46.
5. ↑  Benvenuti, Curami 1994, p. 47.
6. 1 2 3 4 5  Benvenuti, Curami 1994, p. 48.
7. 1 2 3 4 5 6  Benvenuti, Curami 1994, p. 49.
8. 1 2 3 4 5 6 7  Benvenuti, Curami 1994, p. 50.
9. ↑  Dall'Ora 1937, p. 297.
10. ↑  Ufficio Storico Stato maggiore dell'Esercito 1982, pp. 293-294.
11. ↑  Montanari 1982, p. 366.
12. ↑  Ufficio Storico Stato maggiore dell'Esercito 1982, p. 271.
13. ↑  Fondazione Einaudi-Archivio Thaon de Revel, 1958, Prima Relazione sugli accertamenti presso il Ministero della guerra, Roma, 5 novembre 1939.
14. 1 2 3  Benvenuti, Curami 1994, p. 51.